# День перемир'я
День перемир'я — день підписання Комп'єнського перемир'я 11 листопада 1918 року, що позначило кінець воєнних дій Першої світової війни.
Національне свято в більшості країн колишньої Антанти. Має різні назви:
- Велика Британія і країни Британської Співдружності, Канада, Франція — «День пам'яті полеглих» (англ. Remembrance Day, фр. Jour du Souvenir).
- США — «День ветеранів» (англ. Veterans Day)

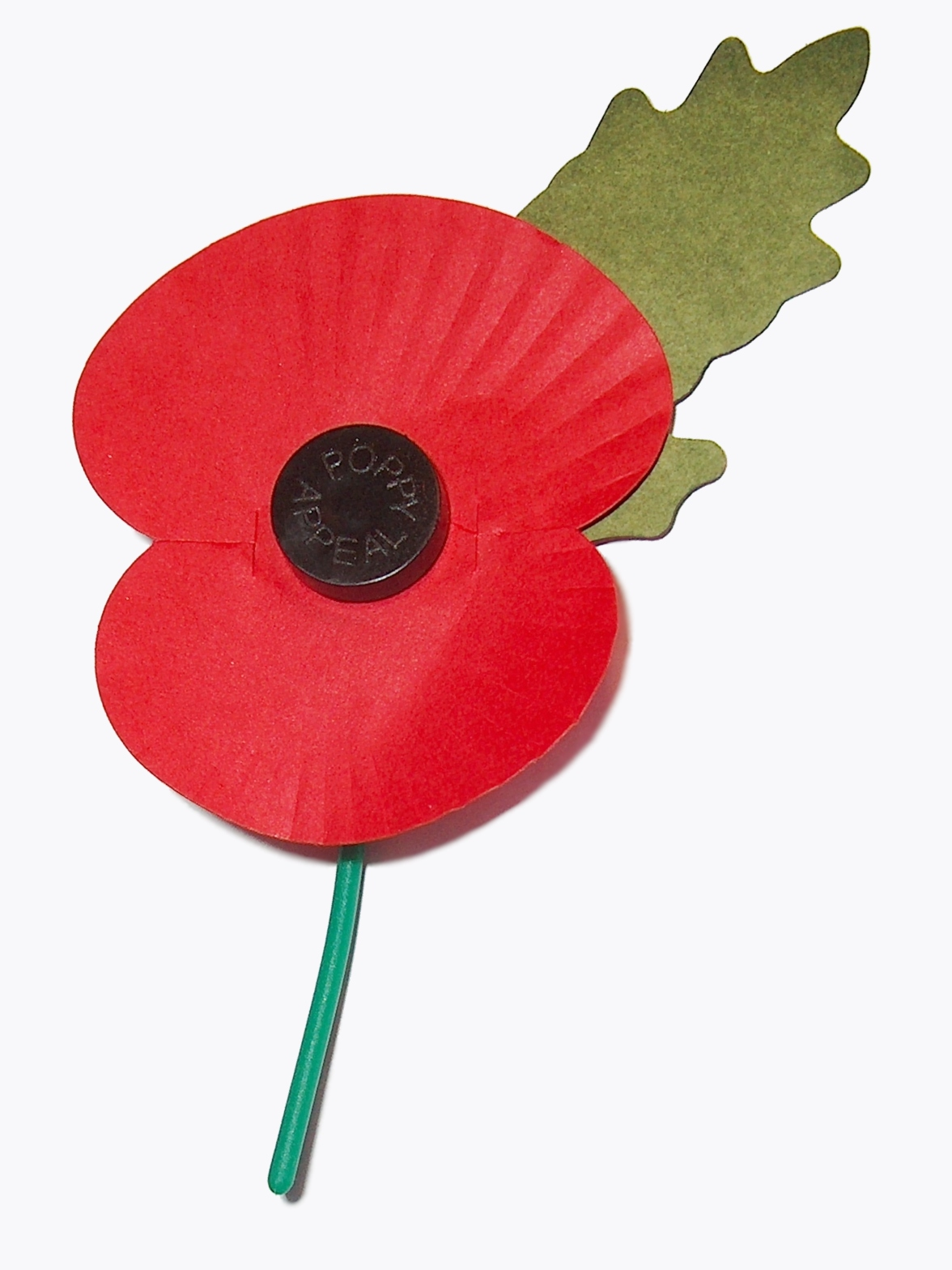
Червоний мак — символ пам'яті загиблих

У Великій Британії, а також в Канаді, існує традиція носіння бутоньєрок у вигляді червоних маків на лацкані піджака, в петлиці або на іншому верхньому одязі. Це знак поваги до полеглих у Першій світовій війні та інших війнах XX століття. Гроші, виручені з продажу цих квіток, направляються в Королівський британський легіон, на допомогу ветеранам різних воєн і членам їх сімей.